# FA Cup 2024-25
La FA Cup 2024-25 fue la 144.ª edición del torneo más antiguo del mundo, siendo patrocinada por Emirates, es conocida como «Emirates FA Cup 2024-25». El ganador clasifica a la fase de grupos de la Liga Europa de la UEFA 2025-26.
El Campeón de esta edición fue el Crystal Palace consiguiendo su primer título de la FA Cup Tras ganarle en la final 1-0 a al Manchester City qué venía siendo subcampeón de la edición anterior.
El Crystal Palace y el Olympique de Lyon, ambos vinculados al empresario John Textor, infringieron las normas de la UEFA que prohíben que dos clubes bajo la misma propiedad compitan en la misma competición europea. Como resultado, la UEFA permitió al Lyon participar en la Europa League, mientras que el Crystal Palace fue excluido y competirá en la Conference League.

## Participantes
La FA Cup es una competición eliminatoria en la que participan 124 equipos que intentan llegar a la final en Wembley en mayo de 2024. La competencia consiste en los 92 equipos del sistema de la Football League (20 equipos de la Premier League y los 72 en total del EFL Championship, EFL League One y EFL League Two) más los 32 equipos supervivientes de 640 equipos del Sistema de ligas de fútbol de Inglaterra (todos menos once clubes del 5 al 9 y once reemplazos del nivel 10 del Sistema de ligas de fútbol de Inglaterra) que comenzaron la competencia en las rondas de clasificación. Las rondas de clasificación se realizan sobre una base geográfica y las rondas principales de competencia se sortean al azar, por lo general, ya sea al finalizar la ronda anterior o en la noche del último juego televisado de una ronda que se está jugando, según los derechos de transmisión de televisión.
| Ronda            | Fecha principal         | Número de partidos | Cantidad de equipos que pasan a la siguiente ronda | Equipos que entran en la ronda | Premio económico del ganador | Premio económico del perdedor | Divisiones que entran en esa ronda                                                        |
| ---------------- | ----------------------- | ------------------ | -------------------------------------------------- | ------------------------------ | ---------------------------- | ----------------------------- | ----------------------------------------------------------------------------------------- |
| Primera Ronda    | 2 de noviembre de 2024  | 40                 | 124 → 84                                           | 48                             | £45,000                      | £15.000                       | 24 equipos de la English Football League One 24 equipos de la English Football League Two |
| Segunda Ronda    | 30 de noviembre de 2024 | 20                 | 84 → 64                                            | Ninguno                        | £75,000                      | Ninguno                       | Ninguno                                                                                   |
| Tercera Ronda    | 11 de enero de 2025     | 32                 | 64 → 32                                            | 44                             | £115,000                     | £25,000                       | 20 equipos de la Premier League 24 equipos de la EFL Championship                         |
| Cuarta ronda     | 7 de febrero de 2025    | 16                 | 32 → 16                                            | Ninguno                        | £120,000                     | Ninguno                       | Ninguno                                                                                   |
| Octavos de final | 28 de febrero de 2025   | 8                  | 16 → 8                                             | Ninguno                        | £225,000                     | Ninguno                       | Ninguno                                                                                   |
| Cuartos de final | 29 de marzo de 2025     | 4                  | 8 → 4                                              | Ninguno                        | £450,000                     | Ninguno                       | Ninguno                                                                                   |
| Semifinal        | 26 de abril de 2025     | 2                  | 4 → 2                                              | Ninguno                        | £1,000,000                   | £500,000                      | Ninguno                                                                                   |
| Final            | 17 de mayo de 2025      | 1                  | 2 → 1                                              | Ninguno                        | £2,000,000                   | £1,000,000                    | Ninguno                                                                                   |

Fuente: FA Cup

## Reglamentación
Esta es la primera edición del torneo que se juega sin partidos de desempate o más conocido como «replay» y también la primera edición del torneo en la que la final se jugará una semana antes del final de la temporada de la Premier League. Los cambios se realizaron como parte de un acuerdo de seis años entre la English Football League y la Premier League debido a la presión sobre el calendario nacional por las competiciones ampliadas de la UEFA, pero también fue criticada, ya que los «replays» servían como una fuente importante de ingresos para los clubes que están en las ligas inferiores. El acuerdo hizo que todas las fechas de las rondas volvieran a los fines de semana.
El VAR se utilizará en todos los partidos a partir de octavos de final (y en ninguno anterior), mientras que en temporadas anteriores se utilizó para todos los partidos celebrados en los estadios de la Premier League y en el estadio de Wembley.

## Fase Clasificatoria
Todos los equipos que pertenezcan a las primeras cuatro divisiones de la pirámide del fútbol Inglés (Premier League, Championship, League One y League Two) compitieron en las rondas clasificatorias para asegurarse una de las 32 plazas disponibles en la primera ronda. La competición clasificatoria de seis rondas comenzó con la Ronda Preliminar Adicional el 3 de agosto de 2024.

### Primera ronda
En la primera ronda participaron un total de 80 equipos: 32 ganadores de la cuarta ronda de clasificación, 24 de la League Two y 24 de la League One. El sorteo se realizó el 14 de octubre de 2024. En caso de empate, se jugó una prórroga de 30 minutos, y si seguían empatados, se realizó una tanda de penales para definir qué equipo avanzaba de ronda.
| Equipo 1           | Resultado    | Equipo 2             |
| ------------------ | ------------ | -------------------- |
| Notts County       | 5–1          | Alfreton             |
| Tamworth           | 1–0          | Huddersfield         |
| Barrow             | 0–1          | Doncaster            |
| Brackley Town      | 0–0 (5–4 p.) | Braintree            |
| Bradford City      | 3–1          | Aldershot Town       |
| Bristol            | 3–1          | Weston               |
| Button             | 1–0          | Scarborough          |
| Carlisle           | 0–2          | Wigan                |
| Chesterfield       | 3–1          | Horsham              |
| Crewe              | 0–1          | Dagenham             |
| Exeter             | 5–3          | Barnet               |
| Gillingham         | 0–2          | Blackpool            |
| Grimsby            | 0–1          | Wealdstone           |
| Hednesford Town    | 4–4 (4–5 p.) | Cainsborough Trinity |
| Maidenhead United  | 1–2          | Crawley Town         |
| Newport Country    | 2–4          | Peterborough United  |
| Port Vale          | 1–3          | Barnsley             |
| Reading            | 2–0          | Fleetwood Town       |
| Rochdale           | 3–4          | Bromley              |
| Rotherham United   | 1–3          | Cheltenham Town      |
| Rushall Olympic    | 0–2          | Accrington Stanley   |
| Salford City       | 2–1          | Shrewsbury Town      |
| Solihull Moors     | 3–0          | Maidstone United     |
| Southend           | 3–4          | Charlton             |
| Stevenage          | 1–1 (5–4 p.) | Guiseley             |
| Stockport County   | 2–1          | Forest Green Rovers  |
| Swindon Town       | 2–1          | Colchester United    |
| Tonbridge Angels   | 1–4          | Harborough Town      |
| Tranmere Rovers    | 1–2          | Oldham Athletic      |
| Walsall            | 2–1          | Bolton Wanderers     |
| Woking             | 0–1          | Cambridge United     |
| Worthing           | 0–2          | Morecambe            |
| Wycombe Wanderers  | 3–2          | York City            |
| Northampton Town   | 1–2          | Kattering Town       |
| Milton Keynes Dons | 0–2          | AFC WImbledon        |
| Sutton United      | 0–1          | Birmingham City      |
| Boreham Wood       | 2–2 (1–3 p.) | Leyton Orient        |
| Curzon Ashton      | 0–4          | Cambridge United     |
| Harrogate Town     | 1–0          | Wrexham              |
| Chesham United     | 0–4          | Lincoln City         |

### Segunda ronda
En la segunda ronda participaron un total de 40 equipos, que fueron los ganadores de la ronda anterior. El sorteo se realizó el 3 de noviembre de 2024. En caso de empate, se jugó una prórroga de 30 minutos, y si seguían empatados, se realizó una tanda de penales para definir qué equipo avanzaba de ronda.
| Equipo 1            | Resultado    | Equipo 2             |
| ------------------- | ------------ | -------------------- |
| Harrogate Town      | 1–0          | Gainsborough Trinity |
| Wealdstone          | 0–2          | Wycombe Wanderers    |
| Accrington Stanley  | 2–2 (4–1 p.) | Swindon              |
| Barnsley            | 0–0 (3–4 p.) | Bristol Rovers       |
| Cambridge United    | 1–2          | Wigan Athletic       |
| Crawley Town        | 3–4          | Lincoln City         |
| Exeter City         | 2–0          | Chesterfield         |
| Leyton Orient       | 2–1          | Oldham Athletic      |
| Morecambe           | 1–0          | Bradford City        |
| Peterborough United | 4–3          | Notts County         |
| Salford City        | 2–0          | Cheltenham Town      |
| Stevenage           | 0–1          | Mansfield Town       |
| Stockport County    | 3–1          | Brackley Town        |
| Walsall             | 0–4          | Charlton             |
| AFC Wimbledon       | 1–2          | Dagenham & Redbridge |
| Kettering Town      | 1–2          | Doncaster Rovers     |
| Blackpool           | 1–2          | Birmingham City      |
| Burton Albion       | 1–1 (3–4 p.) | Tamworth             |
| Reading             | 5–3          | Harborough Town      |
| Solihull Moors      | 1–2          | Bromley              |

### Tercera ronda
En la tercera ronda participaron un total de 64 equipos, los 20 ganadores de la ronda anterior, los 20 de la Premier League, 22 de la Championship y 2 de la National League. El sorteo se realizó el 2 de diciembre de 2024. En caso de empate, se jugó una prórroga de 30 minutos, y si seguían empatados, se realizó una tanda de penales para definir qué equipo avanzaba de ronda.
| Equipo 1          | Resultado    | Equipo 2             |
| ----------------- | ------------ | -------------------- |
| Sheffield         | 0–1          | Cardiff City         |
| Fulham            | 4–1          | Watford              |
| Everton           | 2–0          | Peterborough         |
| Wycombe Wanderers | 2–0          | Portsmouth           |
| Aston Villa       | 2–1          | West Ham             |
| Bristol City      | 1–2          | Wolves               |
| Middlesbrough     | 0–1          | Blackburn Rovers     |
| Birmingham City   | 2–1          | Lincoln City         |
| Liverpool         | 4–0          | Accrington           |
| Leicester City    | 6–2          | QPR                  |
| Nottingham Forest | 2–0          | Luton                |
| Brentford         | 0–1          | Plymouth Argyle      |
| Chelsea           | 5–0          | Morecambe            |
| Bournemouth       | 5–1          | Albion               |
| Norwich           | 0–4          | Brighton             |
| Reading           | 1–3          | Burnley              |
| Exeter City       | 3–1          | Oxford United        |
| Sunderland AFC    | 1–2          | Stoke City           |
| Leeds             | 1–0          | Harrogate Town       |
| Manchester City   | 8–0          | Salford              |
| Coventry City     | 1–1 (4–3 p.) | Sheffield Wednesday  |
| Hull City         | 1–1 (4–5 p.) | Doncaster Rovers     |
| Tamworth          | 0–3          | Tottenham            |
| Newcastle         | 3–1          | Bromley              |
| Ipswich           | 3–0          | Bristol Rovers       |
| Arsenal           | 1–1 (3–5 p.) | Manchester United    |
| Crystal Palace    | 1–0          | Stockport County     |
| Southampton       | 3–0          | Swansea              |
| Millwall          | 3–0          | Dagenham & Redbridge |
| Leyton Orient     | 1–1 (6–5 p.) | Derby County         |
| Mansfield         | 0–2          | Wigan                |
| Preston           | 2–1          | Charlton             |

### Cuarta ronda
En la cuarta ronda participaron un total de 32 equipos, que son los ganadores de la ronda anterior. El sorteo se realizó el 12 de enero de 2025. En caso de empate, se jugó una prórroga de 30 minutos, y si seguían empatados, se realizó una tanda de penales para definir qué equipo avanzaba de ronda.

## Fase Eliminatoria
|  | Octavos de final            | Octavos de final            | Octavos de final            |                   |                        | Cuartos de final       | Cuartos de final | Cuartos de final |  |                 | Semifinales      | Semifinales      | Semifinales      |  |                 | Final           | Final      | Final      |  |
|  | 28 de febrero al 3 de marzo | 28 de febrero al 3 de marzo | 28 de febrero al 3 de marzo |                   |                        | 29 y 30 de marzo       | 29 y 30 de marzo | 29 y 30 de marzo |  |                 | 26 y 27 de abril | 26 y 27 de abril | 26 y 27 de abril |  |                 | 17 de mayo      | 17 de mayo | 17 de mayo |  |
|  |                             |                             |                             |                   |                        |                        |                  |                  |  |                 |                  |                  |                  |  |                 |                 |            |            |  |
|  |                             |                             |                             |                   |                        |                        |                  |                  |  |                 |                  |                  |                  |  |                 |                 |            |            |  |
|  | Bournemouth                 | Bournemouth                 | 1 (5)                       |                   |                        |                        |                  |                  |  |                 |                  |                  |                  |  |                 |                 |            |            |  |
|  | Bournemouth                 | Bournemouth                 | 1 (5)                       |                   |                        |                        |                  |                  |  |                 |                  |                  |                  |  |                 |                 |            |            |  |
|  | Wolverhampton Wanderers     | Wolverhampton Wanderers     | 1 (4)                       |                   |                        |                        |                  |                  |  |                 |                  |                  |                  |  |                 |                 |            |            |  |
|  | Wolverhampton Wanderers     | Wolverhampton Wanderers     | 1 (4)                       |                   | Bournemouth            | Bournemouth            | 1                |                  |  |                 |                  |                  |                  |  |                 |                 |            |            |  |
|  |                             |                             |                             |                   | Bournemouth            | Bournemouth            | 1                |                  |  |                 |                  |                  |                  |  |                 |                 |            |            |  |
|  |                             |                             | Manchester City             | Manchester City   | 2                      |                        |                  |                  |  |                 |                  |                  |                  |  |                 |                 |            |            |  |
|  | Manchester City             | Manchester City             | Manchester City             | Manchester City   | 2                      | 3                      |                  |                  |  |                 |                  |                  |                  |  |                 |                 |            |            |  |
|  | Manchester City             | Manchester City             |                             |                   |                        |                        |                  |                  |  |                 |                  |                  |                  |  |                 |                 |            |            |  |
|  | Plymouth Argyle             | Plymouth Argyle             | 1                           |                   |                        |                        |                  |                  |  |                 |                  |                  |                  |  |                 |                 |            |            |  |
|  | Plymouth Argyle             | Plymouth Argyle             | 1                           |                   |                        |                        |                  |                  |  | Manchester City | Manchester City  | 2                |                  |  |                 |                 |            |            |  |
|  |                             |                             |                             |                   |                        |                        |                  |                  |  | Manchester City | Manchester City  | 2                |                  |  |                 |                 |            |            |  |
|  |                             |                             | Nottingham Forest           | Nottingham Forest | 0                      |                        |                  |                  |  |                 |                  |                  |                  |  |                 |                 |            |            |  |
|  | Newcastle United            | Newcastle United            | Nottingham Forest           | Nottingham Forest | 0                      | 1                      |                  |                  |  |                 |                  |                  |                  |  |                 |                 |            |            |  |
|  | Newcastle United            | Newcastle United            |                             |                   |                        |                        |                  |                  |  |                 |                  |                  |                  |  |                 |                 |            |            |  |
|  | Brighton & Hove Albion      | Brighton & Hove Albion      | 2                           |                   |                        |                        |                  |                  |  |                 |                  |                  |                  |  |                 |                 |            |            |  |
|  | Brighton & Hove Albion      | Brighton & Hove Albion      | 2                           |                   | Brighton & Hove Albion | Brighton & Hove Albion | 0 (3)            |                  |  |                 |                  |                  |                  |  |                 |                 |            |            |  |
|  |                             |                             |                             |                   | Brighton & Hove Albion | Brighton & Hove Albion | 0 (3)            |                  |  |                 |                  |                  |                  |  |                 |                 |            |            |  |
|  |                             |                             | Nottingham Forest           | Nottingham Forest | 0 (4)                  |                        |                  |                  |  |                 |                  |                  |                  |  |                 |                 |            |            |  |
|  | Nottingham Forest           | Nottingham Forest           | Nottingham Forest           | Nottingham Forest | 0 (4)                  | 1 (5)                  |                  |                  |  |                 |                  |                  |                  |  |                 |                 |            |            |  |
|  | Nottingham Forest           | Nottingham Forest           |                             |                   |                        |                        |                  |                  |  |                 |                  |                  |                  |  |                 |                 |            |            |  |
|  | Ipswich Town                | Ipswich Town                | 1 (4)                       |                   |                        |                        |                  |                  |  |                 |                  |                  |                  |  |                 |                 |            |            |  |
|  | Ipswich Town                | Ipswich Town                | 1 (4)                       |                   |                        |                        |                  |                  |  |                 |                  |                  |                  |  | Manchester City | Manchester City | 0          |            |  |
|  |                             |                             |                             |                   |                        |                        |                  |                  |  |                 |                  |                  |                  |  | Manchester City | Manchester City | 0          |            |  |
|  |                             |                             | Crystal Palace              | Crystal Palace    | 1                      |                        |                  |                  |  |                 |                  |                  |                  |  |                 |                 |            |            |  |
|  | Manchester United           | Manchester United           | Crystal Palace              | Crystal Palace    | 1                      | 1 (3)                  |                  |                  |  |                 |                  |                  |                  |  |                 |                 |            |            |  |
|  | Manchester United           | Manchester United           |                             |                   |                        |                        |                  |                  |  |                 |                  |                  |                  |  |                 |                 |            |            |  |
|  | Fulham                      | Fulham                      | 1 (4)                       |                   |                        |                        |                  |                  |  |                 |                  |                  |                  |  |                 |                 |            |            |  |
|  | Fulham                      | Fulham                      | 1 (4)                       |                   | Fulham                 | Fulham                 | 0                |                  |  |                 |                  |                  |                  |  |                 |                 |            |            |  |
|  |                             |                             |                             |                   | Fulham                 | Fulham                 | 0                |                  |  |                 |                  |                  |                  |  |                 |                 |            |            |  |
|  |                             |                             | Crystal Palace              | Crystal Palace    | 3                      |                        |                  |                  |  |                 |                  |                  |                  |  |                 |                 |            |            |  |
|  | Crystal Palace              | Crystal Palace              | Crystal Palace              | Crystal Palace    | 3                      | 3                      |                  |                  |  |                 |                  |                  |                  |  |                 |                 |            |            |  |
|  | Crystal Palace              | Crystal Palace              |                             |                   |                        |                        |                  |                  |  |                 |                  |                  |                  |  |                 |                 |            |            |  |
|  | Millwall                    | Millwall                    | 1                           |                   |                        |                        |                  |                  |  |                 |                  |                  |                  |  |                 |                 |            |            |  |
|  | Millwall                    | Millwall                    | 1                           |                   |                        |                        |                  |                  |  | Crystal Palace  | Crystal Palace   | 3                |                  |  |                 |                 |            |            |  |
|  |                             |                             |                             |                   |                        |                        |                  |                  |  | Crystal Palace  | Crystal Palace   | 3                |                  |  |                 |                 |            |            |  |
|  |                             |                             | Aston Villa                 | Aston Villa       | 0                      |                        |                  |                  |  |                 |                  |                  |                  |  |                 |                 |            |            |  |
|  | Preston North End           | Preston North End           | Aston Villa                 | Aston Villa       | 0                      | 3                      |                  |                  |  |                 |                  |                  |                  |  |                 |                 |            |            |  |
|  | Preston North End           | Preston North End           |                             |                   |                        |                        |                  |                  |  |                 |                  |                  |                  |  |                 |                 |            |            |  |
|  | Burnley                     | Burnley                     | 0                           |                   |                        |                        |                  |                  |  |                 |                  |                  |                  |  |                 |                 |            |            |  |
|  | Burnley                     | Burnley                     | 0                           |                   | Preston North End      | Preston North End      | 0                |                  |  |                 |                  |                  |                  |  |                 |                 |            |            |  |
|  |                             |                             |                             |                   | Preston North End      | Preston North End      | 0                |                  |  |                 |                  |                  |                  |  |                 |                 |            |            |  |
|  |                             |                             | Aston Villa                 | Aston Villa       | 3                      |                        |                  |                  |  |                 |                  |                  |                  |  |                 |                 |            |            |  |
|  | Aston Villa                 | Aston Villa                 | Aston Villa                 | Aston Villa       | 3                      | 2                      |                  |                  |  |                 |                  |                  |                  |  |                 |                 |            |            |  |
|  | Aston Villa                 | Aston Villa                 |                             |                   |                        |                        |                  |                  |  |                 |                  |                  |                  |  |                 |                 |            |            |  |
|  | Cardiff City                | Cardiff City                | 0                           |                   |                        |                        |                  |                  |  |                 |                  |                  |                  |  |                 |                 |            |            |  |
|  | Cardiff City                | Cardiff City                | 0                           |                   |                        |                        |                  |                  |  |                 |                  |                  |                  |  |                 |                 |            |            |  |
|  |                             |                             |                             |                   |                        |                        |                  |                  |  |                 |                  |                  |                  |  |                 |                 |            |            |  |

### Octavos de final
En los octavos de final participaron un total de 16 equipos, que son los ganadores de la ronda anterior. El sorteo se realizó el 10 de enero de 2025. En caso de empate, se jugó una prórroga de 30 minutos, y si seguían empatados, se realizó una tanda de penales para definir qué equipo avanzaba de ronda.
| Equipo 1          | Resultado    | Equipo 2                |
| ----------------- | ------------ | ----------------------- |
| Aston Villa       | 2–0          | Cardiff City            |
| Bournemouth       | 1–1 (5–4 p.) | Wolverhampton Wanderers |
| Crystal Palace    | 3–1          | Millwall                |
| Nottingham Forest | 1–1 (5–4 p.) | Ipswich Town            |
| Manchester City   | 3–1          | Plymouth Argyle         |
| Manchester United | 1–1 (3–4 p.) | Fulham                  |
| Newcastle         | 1–2          | Brighton                |
| Preston           | 3–0          | Burnley                 |

### Cuartos de final
En los cuartos de final participaron un total de 8 equipos, que son los ganadores de la ronda anterior. El sorteo se realizó el 2 de marzo de 2025. En caso de empate, se jugó una prórroga de 30 minutos, y si seguían empatados, se realizó una tanda de penales para definir qué equipo avanzaba de ronda.
| Equipo 1    | Resultado    | Equipo 2          |
| ----------- | ------------ | ----------------- |
| Fulham      | 0–3          | Crystal Palace    |
| Brighton    | 0–0 (3–4 p.) | Nottingham Forest |
| Preston     | 0–3          | Aston Villa       |
| Bournemouth | 1–2          | Manchester City   |

### Semifinales
En las semifinales participaron un total de 4 equipos, que son los ganadores de la ronda anterior. El sorteo se realizó el 30 de marzo de 2025. En caso de empate, se jugaba una prórroga de 30 minutos, y si seguían empatados, se realizaba una tanda de penales para definir qué equipo avanzaba a la final.
| Equipo 1        | Resultado | Equipo 2          |
| --------------- | --------- | ----------------- |
| Crystal Palace  | 3–0       | Aston Villa       |
| Manchester City | 2–0       | Nottingham Forest |

### Final
La final se disputó el 17 de mayo de 2025 en el Estadio de Wembley. 
| 18    | Guardameta     | Stefan Ortega   |     |
| 25    | Defensa        | Manuel Akanji   |     |
| 3     | Defensa        | Rúben Dias      |     |
| 24    | Defensa        | Joško Gvardiol  |     |
| 75    | Defensa        | Nico O'Reilly   |     |
| 17    | Centrocampista | Kevin De Bruyne |     |
| 20    | Centrocampista | Bernardo Silva  | 88' |
| 26    | Centrocampista | Savinho         | 76' |
| 7     | Centrocampista | Omar Marmoush   | 76' |
| 11    | Delantero      | Jérémy Doku     |     |
| 9     | Delantero      | Erling Haaland  |     |
| D. T. | D. T.          | Pep Guardiola   |     |

| 1     | Guardameta     | Dean Henderson       |     |
| 26    | Defensa        | Chris Richards       |     |
| 5     | Defensa        | Maxence Lacroix      |     |
| 6     | Defensa        | Marc Guéhi           | 61' |
| 12    | Centrocampista | Daniel Muñoz         |     |
| 20    | Centrocampista | Adam Wharton         | 87' |
| 18    | Centrocampista | Daichi Kamada        |     |
| 3     | Centrocampista | Tyrick Mitchell      |     |
| 7     | Delantero      | Ismaïla Sarr         |     |
| 10    | Delantero      | Eberechi Eze         |     |
| 14    | Delantero      | Jean-Philippe Mateta | 78' |
| D. T. | D. T.          | Oliver Glasner       |     |

| 30 | Centrocampista | Claudio Echeverri | 76' |
| 47 | Centrocampista | Phil Foden        | 76' |
| 19 | Centrocampista | İlkay Gündoğan    | 88' |

| 8  | Centrocampista | Jefferson Lerma | 61' |
| 9  | Delantero      | Eddie Nketiah   | 78' |
| 19 | Centrocampista | Will Hughes     | 87' |

| 16' | Eberechi Eze | 0:1 |

| 66' · 75' · 82' · 85' · 90+4' | Nico O'Reilly Bernardo Silva Rúben Dias Kevin De Bruyne Claudio Echeverri |

| 90+1' | Dean Henderson |

| Principal  | Stuart Attwell |
| Asistentes | Adam Nunn      |
|            | Dan Robathan   |
| Cuarto     | Darren England |
| Quinto     | Craig Taylor   |

| VAR            | Jarred Gillett    |
| Asistentes VAR | Michael Salisbury |
|                | Darren Cann       |

|                    |     |     |
| Tiros              | 23  | 7   |
| Tiros a puerta     | 6   | 2   |
| Faltas             | 7   | 7   |
| Saques de esquina  | 7   | 1   |
| Penaltis           | 1   | 0   |
| Fueras de juego    | 1   | 7   |
| Posesión del balón | 78% | 22% |

| Alineación inicial |

| 18    | Guardameta     | Stefan Ortega   |     |
| 25    | Defensa        | Manuel Akanji   |     |
| 3     | Defensa        | Rúben Dias      |     |
| 24    | Defensa        | Joško Gvardiol  |     |
| 75    | Defensa        | Nico O'Reilly   |     |
| 17    | Centrocampista | Kevin De Bruyne |     |
| 20    | Centrocampista | Bernardo Silva  | 88' |
| 26    | Centrocampista | Savinho         | 76' |
| 7     | Centrocampista | Omar Marmoush   | 76' |
| 11    | Delantero      | Jérémy Doku     |     |
| 9     | Delantero      | Erling Haaland  |     |
| D. T. | D. T.          | Pep Guardiola   |     |

| 1     | Guardameta     | Dean Henderson       |     |
| 26    | Defensa        | Chris Richards       |     |
| 5     | Defensa        | Maxence Lacroix      |     |
| 6     | Defensa        | Marc Guéhi           | 61' |
| 12    | Centrocampista | Daniel Muñoz         |     |
| 20    | Centrocampista | Adam Wharton         | 87' |
| 18    | Centrocampista | Daichi Kamada        |     |
| 3     | Centrocampista | Tyrick Mitchell      |     |
| 7     | Delantero      | Ismaïla Sarr         |     |
| 10    | Delantero      | Eberechi Eze         |     |
| 14    | Delantero      | Jean-Philippe Mateta | 78' |
| D. T. | D. T.          | Oliver Glasner       |     |

| 30 | Centrocampista | Claudio Echeverri | 76' |
| 47 | Centrocampista | Phil Foden        | 76' |
| 19 | Centrocampista | İlkay Gündoğan    | 88' |

| 8  | Centrocampista | Jefferson Lerma | 61' |
| 9  | Delantero      | Eddie Nketiah   | 78' |
| 19 | Centrocampista | Will Hughes     | 87' |

| 16' | Eberechi Eze | 0:1 |

| 66' · 75' · 82' · 85' · 90+4' | Nico O'Reilly Bernardo Silva Rúben Dias Kevin De Bruyne Claudio Echeverri |

| 90+1' | Dean Henderson |

| Principal  | Stuart Attwell |
| Asistentes | Adam Nunn      |
|            | Dan Robathan   |
| Cuarto     | Darren England |
| Quinto     | Craig Taylor   |

| VAR            | Jarred Gillett    |
| Asistentes VAR | Michael Salisbury |
|                | Darren Cann       |

|                    |     |     |
| Tiros              | 23  | 7   |
| Tiros a puerta     | 6   | 2   |
| Faltas             | 7   | 7   |
| Saques de esquina  | 7   | 1   |
| Penaltis           | 1   | 0   |
| Fueras de juego    | 1   | 7   |
| Posesión del balón | 78% | 22% |

| Alineación inicial |

| 18    | Guardameta     | Stefan Ortega   |     |
| 25    | Defensa        | Manuel Akanji   |     |
| 3     | Defensa        | Rúben Dias      |     |
| 24    | Defensa        | Joško Gvardiol  |     |
| 75    | Defensa        | Nico O'Reilly   |     |
| 17    | Centrocampista | Kevin De Bruyne |     |
| 20    | Centrocampista | Bernardo Silva  | 88' |
| 26    | Centrocampista | Savinho         | 76' |
| 7     | Centrocampista | Omar Marmoush   | 76' |
| 11    | Delantero      | Jérémy Doku     |     |
| 9     | Delantero      | Erling Haaland  |     |
| D. T. | D. T.          | Pep Guardiola   |     |

| 1     | Guardameta     | Dean Henderson       |     |
| 26    | Defensa        | Chris Richards       |     |
| 5     | Defensa        | Maxence Lacroix      |     |
| 6     | Defensa        | Marc Guéhi           | 61' |
| 12    | Centrocampista | Daniel Muñoz         |     |
| 20    | Centrocampista | Adam Wharton         | 87' |
| 18    | Centrocampista | Daichi Kamada        |     |
| 3     | Centrocampista | Tyrick Mitchell      |     |
| 7     | Delantero      | Ismaïla Sarr         |     |
| 10    | Delantero      | Eberechi Eze         |     |
| 14    | Delantero      | Jean-Philippe Mateta | 78' |
| D. T. | D. T.          | Oliver Glasner       |     |

| 30 | Centrocampista | Claudio Echeverri | 76' |
| 47 | Centrocampista | Phil Foden        | 76' |
| 19 | Centrocampista | İlkay Gündoğan    | 88' |

| 8  | Centrocampista | Jefferson Lerma | 61' |
| 9  | Delantero      | Eddie Nketiah   | 78' |
| 19 | Centrocampista | Will Hughes     | 87' |

| 16' | Eberechi Eze | 0:1 |

| 66' · 75' · 82' · 85' · 90+4' | Nico O'Reilly Bernardo Silva Rúben Dias Kevin De Bruyne Claudio Echeverri |

| 90+1' | Dean Henderson |

| Principal  | Stuart Attwell |
| Asistentes | Adam Nunn      |
|            | Dan Robathan   |
| Cuarto     | Darren England |
| Quinto     | Craig Taylor   |

| VAR            | Jarred Gillett    |
| Asistentes VAR | Michael Salisbury |
|                | Darren Cann       |

|                    |     |     |
| Tiros              | 23  | 7   |
| Tiros a puerta     | 6   | 2   |
| Faltas             | 7   | 7   |
| Saques de esquina  | 7   | 1   |
| Penaltis           | 1   | 0   |
| Fueras de juego    | 1   | 7   |
| Posesión del balón | 78% | 22% |

| Alineación inicial |

| 18    | Guardameta     | Stefan Ortega   |     |
| 25    | Defensa        | Manuel Akanji   |     |
| 3     | Defensa        | Rúben Dias      |     |
| 24    | Defensa        | Joško Gvardiol  |     |
| 75    | Defensa        | Nico O'Reilly   |     |
| 17    | Centrocampista | Kevin De Bruyne |     |
| 20    | Centrocampista | Bernardo Silva  | 88' |
| 26    | Centrocampista | Savinho         | 76' |
| 7     | Centrocampista | Omar Marmoush   | 76' |
| 11    | Delantero      | Jérémy Doku     |     |
| 9     | Delantero      | Erling Haaland  |     |
| D. T. | D. T.          | Pep Guardiola   |     |

| 1     | Guardameta     | Dean Henderson       |     |
| 26    | Defensa        | Chris Richards       |     |
| 5     | Defensa        | Maxence Lacroix      |     |
| 6     | Defensa        | Marc Guéhi           | 61' |
| 12    | Centrocampista | Daniel Muñoz         |     |
| 20    | Centrocampista | Adam Wharton         | 87' |
| 18    | Centrocampista | Daichi Kamada        |     |
| 3     | Centrocampista | Tyrick Mitchell      |     |
| 7     | Delantero      | Ismaïla Sarr         |     |
| 10    | Delantero      | Eberechi Eze         |     |
| 14    | Delantero      | Jean-Philippe Mateta | 78' |
| D. T. | D. T.          | Oliver Glasner       |     |

| 30 | Centrocampista | Claudio Echeverri | 76' |
| 47 | Centrocampista | Phil Foden        | 76' |
| 19 | Centrocampista | İlkay Gündoğan    | 88' |

| 8  | Centrocampista | Jefferson Lerma | 61' |
| 9  | Delantero      | Eddie Nketiah   | 78' |
| 19 | Centrocampista | Will Hughes     | 87' |

| 16' | Eberechi Eze | 0:1 |

| 66' · 75' · 82' · 85' · 90+4' | Nico O'Reilly Bernardo Silva Rúben Dias Kevin De Bruyne Claudio Echeverri |

| 90+1' | Dean Henderson |

| Principal  | Stuart Attwell |
| Asistentes | Adam Nunn      |
|            | Dan Robathan   |
| Cuarto     | Darren England |
| Quinto     | Craig Taylor   |

| VAR            | Jarred Gillett    |
| Asistentes VAR | Michael Salisbury |
|                | Darren Cann       |

|                    |     |     |
| Tiros              | 23  | 7   |
| Tiros a puerta     | 6   | 2   |
| Faltas             | 7   | 7   |
| Saques de esquina  | 7   | 1   |
| Penaltis           | 1   | 0   |
| Fueras de juego    | 1   | 7   |
| Posesión del balón | 78% | 22% |

| Alineación inicial |

|                       |
| Campeón               |
| Bandera de Inglaterra |
| Crystal Palace        |
| 1.° título            |

## Estadísticas

### Goleadores
| Pos. | Jugador          | Equipo              | Goles |
| ---- | ---------------- | ------------------- | ----- |
| 1.°  | Josh Magennis    | Exeter City         | 6     |
| 2.°  | Eberechi Eze     | Crystal Palace      | 4     |
| 2.°  | Ricky-Jade Jones | Peterborough United | 4     |

Fuente: BBC.